# Conclave de 1878
O Conclave de 1878, que resultou da morte do Papa Pio IX em 7 de fevereiro de 1878, reuniu-se de 18 a 20 de fevereiro. O conclave seguiu o reinado mais longo de qualquer outro papa desde São Pedro. Foi a primeira eleição de um papa que não governaria os Estados papais. Ele foi o primeiro a reunir no Palácio Apostólico do Vaticano porque o local usado no início do século XIX, o Palácio Quirinal, era agora o palácio do rei da Itália, Humberto I.

## Perguntas que os cardeais enfrentam
Quando os cardeais se reuniram, enfrentaram um dilema. Deveriam escolher um papa que continuaria a defender as visões religiosas e políticas reacionárias de Pio IX e continuaria a se recusar a aceitar a Lei de Garantias da Itália, garantindo a liberdade religiosa do papa no Reino da Itália? Ou deveriam se afastar das políticas de Pio IX e escolher um papa mais liberal que pudesse trabalhar pela reconciliação com o rei da Itália? A escolha de tal política seria vista como uma traição ao Papa Pio IX, o autoproclamado "prisioneiro no Vaticano"?
Outras questões mais amplas incluem as relações Igreja-Estado na Itália, Terceira República Francesa, Irlanda e Estados Unidos; a heresia que o papa Leão XIII mais tarde chamou americanismo; divisões na Igreja causadas pela proclamação de infalibilidade papal pelo Primeiro Concílio Vaticano; e o status do Primeiro Concílio Vaticano, que havia sido interrompido repentinamente e nunca concluído. A duração do reinado do papa Pio sugeriu aos cardeais dar atenção especial à idade e à saúde do homem que elegeram.

## Conclave
Cerca de 61 dos 64 cardeais entraram no conclave. Dois outros chegaram tarde demais de Nova York e Dublin para participar e um não compareceu por motivos de saúde. Três dos 61 haviam participado do conclave anterior em 1846: Luigi Amat di San Filippo e Sorso, Fabio Maria Asquini e Domenico Carafa della Spina di Traetto.
Com o que muitos clérigos acreditavam ser a situação "instável" e "anticatólica" em uma Roma que não era mais controlada pela Igreja, alguns cardeais, notadamente o cardeal Manning, arcebispo de Westminster, pediram que o conclave fosse transferido para fora de Roma, talvez mesmo para Malta. No entanto, o Camerlengo, Vincenzo Gioacchino Raffaele Luigi Pecci, defendeu o contrário, e uma votação inicial entre os cardeais para se mudar para a Espanha foi anulada em uma votação posterior. O conclave finalmente se reuniu na Capela Sistina no Vaticano em 18 de fevereiro de 1878.
Entrando no conclave, o cardeal Pecci era o candidato preferido para ser eleito, em parte porque muitos dos cardeais que se dirigiam a Roma já haviam decidido elegê-lo. Além da administração competente de Pecci como Camerlengo, durante o breve período de sede vacante até o conclave, Pecci era visto como o oposto do Papa Pio IX em termos de maneira e temperamento, e também teve uma carreira diplomática bem-sucedida antes de ser Arcebispo-Bispo de Perugia. A eleição de Pecci também foi facilitada, pois Alessandro Franchi, o candidato preferido pelos conservadores, instou seus apoiadores a mudar seu apoio ao Camerlengo.
Uma conta relatou as tabulações de votação sem fornecer sua fonte.

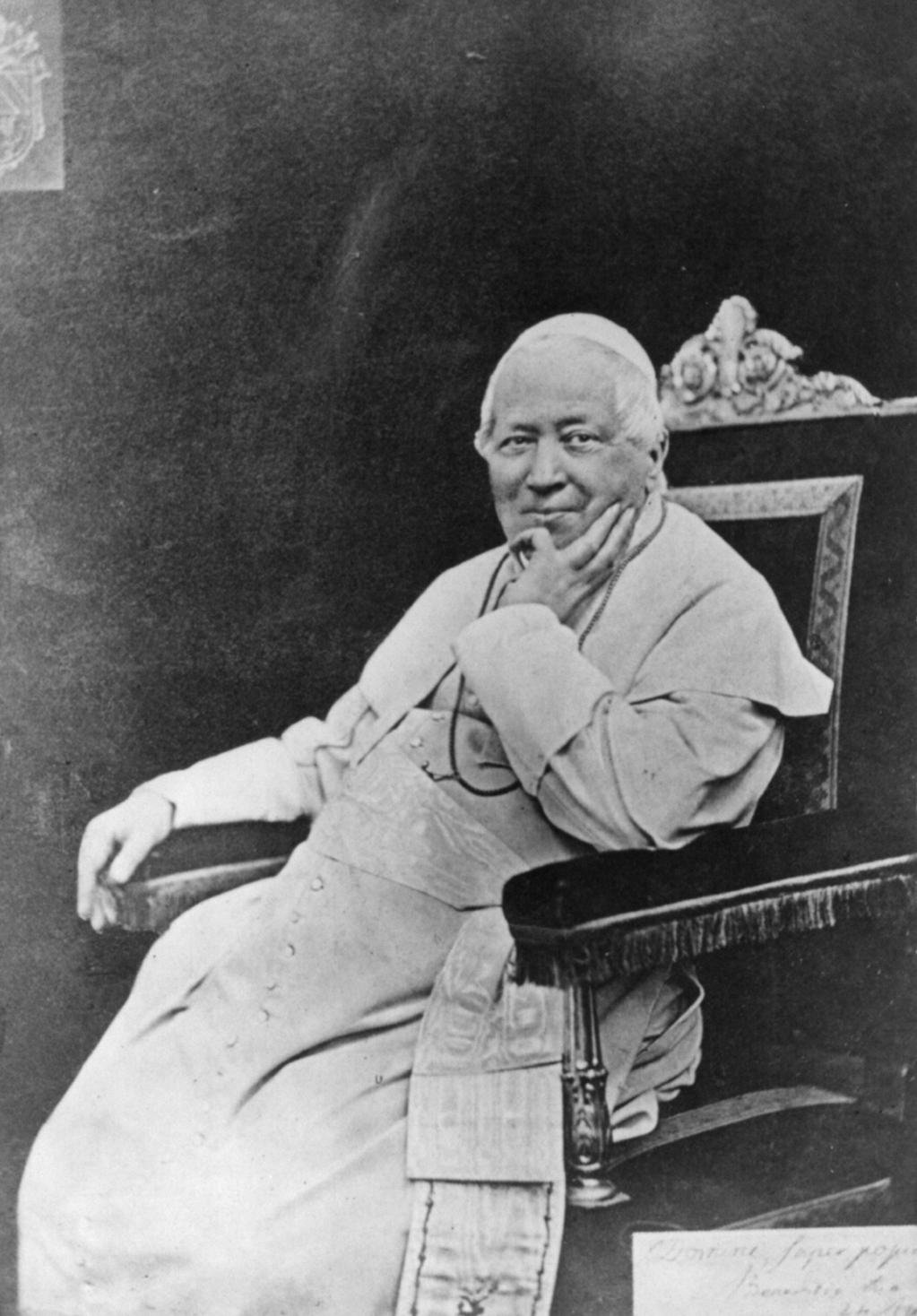
Papa Pio IX (1846-1878), cujas políticas reacionárias os cardeais rejeitaram ao selecionar o liberal cardeal Pecci

### Manhã de 19 de fevereiro, primeira votação
| cardeais                  | votos |
| ------------------------- | ----- |
| Vincenzo Gioacchino Pecci | 19    |
| Luigi Bilio, B.           | 6     |
| Alessandro Franchi        | 4     |

Esta cédula foi considerada inválida porque pelo menos um cardeal não marcou sua cédula corretamente.

### Tarde de 19 de fevereiro, segunda votação
| cardeais                  | votos |
| ------------------------- | ----- |
| Vincenzo Gioacchino Pecci | 26    |
| Luigi Bilio, B.           | 7     |
| Alessandro Franchi        | 2     |

### Manhã de 20 de fevereiro, terceira votação
| cardeais                  | votos            |
| ------------------------- | ---------------- |
| Vincenzo Gioacchino Pecci | 44 (eleito papa) |

O cardeal Pecci anunciou que queria levar o nome de Leão em memória de Papa Leão XII que o ajudara nos primeiros anos de sua carreira eclesiástica e a quem ele sempre admirara pelo interesse demonstrado em seus estudos, pela atitude conciliatória nas relações com os governos e por seu desejo de aproximação com os cristãos separados.

## Resultado, implicações e consequências
A eleição do cardeal Pecci, que adotou o nome de Leão XIII, foi uma vitória para os liberais. Pecci fora um bispo eficaz, cuja diocese havia se mudado dos Estados papais para o Reino da Itália com sucesso, sem problemas da Igreja. Ele foi visto como um pragmático diplomático, com os tatos e a flexibilidade que os oponentes do papa anterior acreditavam que Pio IX não possuía. Aos 68 anos, Leão também era jovem o suficiente para fazer o trabalho sem problemas de saúde, mas tinha idade suficiente para oferecer a perspectiva de um reinado relativamente curto, de dez a quinze anos. Considerando que Pio IX foi visto como tendo isolado a Igreja da opinião internacional (seu confinamento dos judeus em guetos e seu tratamento das minorias haviam sido condenados por líderes mundiais como Gladstone), enquanto Leão era visto como um "internacionalista" que poderia reconquistar ao Vaticano algum respeito internacional.
Embora sempre aparentemente com problemas de saúde e condições delicadas, Leão reinou por 25 anos. Ele teve o terceiro reinado mais longo de qualquer papa até aquele momento. Quando ele morreu, em 20 de julho de 1903, aos 93 anos, tinha vivido mais do que qualquer um de seus antecessores conhecidos.

Brasão do Camerlengo do Cardeal Pecci.

Brasão Papal do Papa Leão XIII.

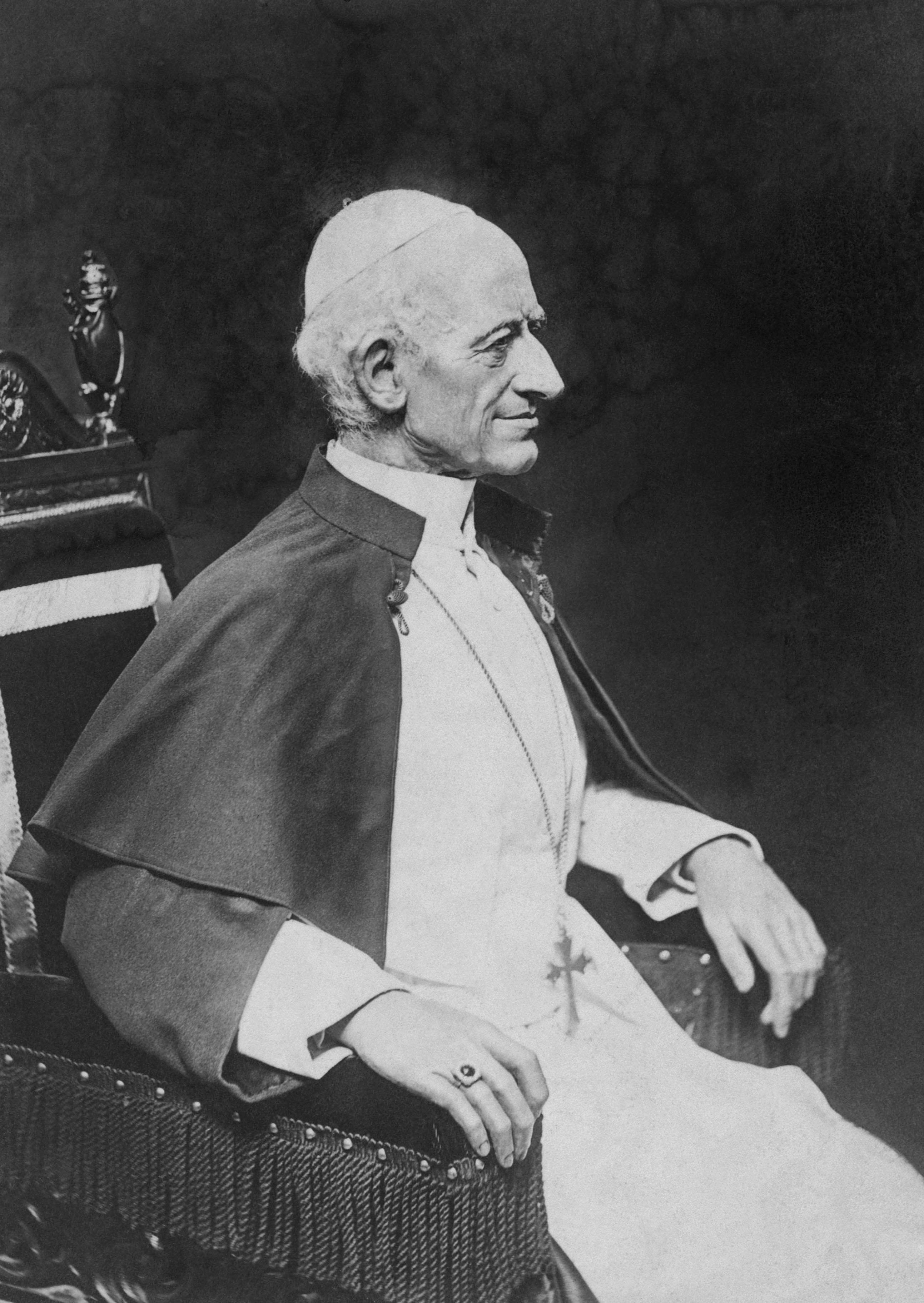
Papa Leão XIII

| Duração            | 2 dias                |
| Número de Votações | 3                     |
| Eleitores          | 64                    |
| ------------------ | --------------------- |
| Ausentes           | 3                     |
| Presentes          | 61                    |
| África             | 0                     |
| América Latina     | 0                     |
| América do Norte   | 0                     |
| Ásia               | 0                     |
| Europa             | 61                    |
| Italianos          | 40                    |
| Veto usado         | Não                   |
| Papa falecido      | Pio IX (1846-1878)    |
| Papa eleito        | Leão XIII (1878-1903) |

## Cardeais Eleitores[5]

### Composição por consistório
| Concistoro                   | 1878 |
| ---------------------------- | ---- |
| Maio 1837                    | 1    |
| Janeiro 1842                 | 1    |
| Janeiro 1844                 | 1    |
| Julho 1844                   | 1    |
| Consistórios de Gregório XVI | 4    |
| Março 1852                   | 2    |
| Março 1853                   | 1    |
| Dezembro 1853                | 2    |
| Março 1858                   | 2    |
| Setembro 1861                | 2    |
| Março 1863                   | 3    |
| Dezembro 1863                | 1    |
| Junho 1866                   | 4    |
| Março 1868                   | 6    |
| Dezembro 1873                | 8    |
| Março 1875                   | 10   |
| Setembro 1875                | 1    |
| Abril 1876                   | 2    |
| Março 1877                   | 11   |
| Junho 1877                   | 3    |
| Dezembro 1877                | 2    |
| Consistórios de Pio IX       | 60   |
| Total                        | 64   |

| Criado por               | Cardeais | Por Cento |
| ------------------------ | -------- | --------- |
| Papa Gregório XVI (GXVI) | 04       | 6,25 %    |
| Papa Pio IX (PIX)        | 060      | 93,75 %   |
| Total                    | 64       | 100 %     |

## Cardeais Bispos
| Nº | Nome                              | Consistório   | Papa |
| -- | --------------------------------- | ------------- | ---- |
| 1  | Luigi Amat di San Filippo e Sorso | Maio 1837     | GXVI |
| 2  | Camillo di Pietro                 | Dezembro 1853 | PIX  |
| 3  | Carlo Sacconi                     | Setembro 1861 | PIX  |
| 4  | Filippo Maria Guidi, O.P.         | Março 1863    | PIX  |
| 5  | Luigi Bilio, B.                   | Junho 1866    | PIX  |
| 6  | Carlo Luigi Morichini             | Março 1852    | PIX  |

## Cardeais Presbíteros
| Nº | Nome                                           | Consistório   | Papa |
| -- | ---------------------------------------------- | ------------- | ---- |
| 7  | Frederico João de Schwarzenberg                | Janeiro 1842  | GXVI |
| 8  | Fabio Maria Asquini                            | Janeiro 1844  | GXVI |
| 9  | Domenico Carafa della Spina di Traetto         | Julho 1844    | GXVI |
| 10 | Ferdinand-François-Auguste Donnet              | Março 1852    | PIX  |
| 11 | Gioacchino Vincenzo Pecci                      | Dezembro 1853 | PIX  |
| 12 | Antonio Benedetto Antonucci                    | Março 1858    | PIX  |
| 13 | Antonio Maria Panebianco, O.F.M.Conv.          | Setembro 1861 | PIX  |
| 14 | Antonio Saverio De Luca                        | Março 1863    | PIX  |
| 15 | Jean Baptiste François Pitra, O.S.B.           | Março 1863    | PIX  |
| 16 | Henri-Marie-Gaston Boisnormand de Bonnechose   | Dezembro 1863 | PIX  |
| 17 | Gustav Adolf von Hohenlohe-Schillingsfürst     | Junho 1866    | PIX  |
| 18 | Lucien Louis Joseph Napoleão Bonaparte         | Março 1868    | PIX  |
| 19 | Innocenzo Ferrieri                             | Março 1868    | PIX  |
| 20 | Giuseppe Berardi                               | Março 1868    | PIX  |
| 21 | Juan Ignacio Moreno y Maisonave                | Março 1868    | PIX  |
| 22 | Raffaele Monaco La Valletta                    | Março 1868    | PIX  |
| 23 | Inácio do Nascimento de Morais Cardoso         | Dezembro 1873 | PIX  |
| 24 | René-François Régnier                          | Dezembro 1873 | PIX  |
| 25 | Flavio Chigi                                   | Dezembro 1873 | PIX  |
| 26 | Alessandro Franchi                             | Dezembro 1873 | PIX  |
| 27 | Joseph-Hippolyte Guibert, O.M.I.               | Dezembro 1873 | PIX  |
| 28 | Luigi Oreglia di Santo Stefano                 | Dezembro 1873 | PIX  |
| 29 | János Simor                                    | Dezembro 1873 | PIX  |
| 30 | Tommaso Martinelli, O.S.A.                     | Dezembro 1873 | PIX  |
| 31 | Ruggero Luigi Emidio Antici Mattei             | Março 1875    | PIX  |
| 32 | Pietro Giannelli                               | Março 1875    | PIX  |
| 33 | Mieczysław Halka Ledóchowski                   | Março 1875    | PIX  |
| 34 | Henry Edward Manning                           | Março 1875    | PIX  |
| 35 | Victor-Auguste-Isidore Dechamps, C.Ss.R.       | Março 1875    | PIX  |
| 36 | Giovanni Simeoni                               | Março 1875    | PIX  |
| 37 | Domenico Bartolini                             | Março 1875    | PIX  |
| 38 | Bartolomeo d'Avanzo                            | Abril 1876    | PIX  |
| 39 | Johann Baptist Franzelin, S.J.                 | Abril 1876    | PIX  |
| 40 | Francisco de Paula Benavides e Navarrete, O.S. | Março 1877    | PIX  |
| 41 | Francesco Saverio Apuzzo                       | Março 1877    | PIX  |
| 42 | Manuel García Gil, O.P.                        | Março 1877    | PIX  |
| 43 | Edward Henry Howard                            | Março 1877    | PIX  |
| 44 | Miguel Payá y Rico                             | Março 1877    | PIX  |
| 45 | Louis-Marie-Joseph-Eusèbe Caverot              | Março 1877    | PIX  |
| 46 | Luigi di Canossa                               | Março 1877    | PIX  |
| 47 | Luigi Serafini                                 | Março 1877    | PIX  |
| 48 | Josip Mihalovic                                | Junho 1877    | PIX  |
| 49 | Johann Rudolf Kutschker                        | Junho 1877    | PIX  |
| 50 | Lucido Parocchi                                | Junho 1877    | PIX  |
| 51 | Vincenzo Moretti                               | Dezembro 1877 | PIX  |
| 52 | Antonio Pellegrini                             | Dezembro 1877 | PIX  |

## Cardeais Diáconos
| Nº | Nome                           | Consistório | Papa |
| -- | ------------------------------ | ----------- | ---- |
| 53 | Prospero Caterini              | Março 1853  | PIX  |
| 54 | Teodolfo Mertel                | Março 1858  | PIX  |
| 55 | Domenico Consolini             | Junho 1866  | PIX  |
| 56 | Edoardo Borromeo               | Março 1868  | PIX  |
| 57 | Lorenzo Ilarione Randi         | Março 1875  | PIX  |
| 58 | Bartolomeo Pacca, Jr.          | Março 1875  | PIX  |
| 59 | Lorenzo Nina                   | Março 1877  | PIX  |
| 60 | Enea Sbarretti                 | Março 1877  | PIX  |
| 61 | Frédéric de Falloux du Coudray | Março 1877  | PIX  |

## Ausentes[7]
| Nº | Nome                         | Consistório   | Papa |
| -- | ---------------------------- | ------------- | ---- |
| 1  | Paul Cullen                  | Junho 1866    | PIX  |
| 2  | John McCloskey               | Março 1875    | PIX  |
| 3  | Godefroy Brossais-Saint-Marc | Setembro 1875 | PIX  |